# Alpiner Skieuropacup 2023/24
Die Saison 2023/24 des Alpinen Skieuropacups begann am 5. Dezember für die Damen bzw. am 7. Dezember 2023 für die Herren in Zinal (Schweiz) und endete am 22. März in Kvitfjell (Norwegen) enden.

## Europacupwertungen

### Gesamt
| Rang | Athlet               | Punkte |
| ---- | -------------------- | ------ |
| 1    | Manuel Traninger     | 588    |
| 2    | Theodor Brækken      | 582    |
| 3    | Vincent Wieser       | 519    |
| 4    | Giovanni Franzoni    | 495    |
| 5    | Stefan Eichberger    | 490    |
| 6    | Eirik Hystad Solberg | 473    |
| 7    | Felix Hacker         | 451    |
| 8    | Emanuele Buzzi       | 449    |
| 9    | Stefan Rieser        | 446    |
| 10   | Fabian Ax Swartz     | 435    |

| Rang | Athletin              | Punkte |
| ---- | --------------------- | ------ |
| 1    | Janine Schmitt        | 552    |
| 2    | Karen Clément         | 548    |
| 3    | Emily Schöpf          | 531    |
| 4    | Magdalena Egger       | 522    |
| 5    | Bianca Bakke Westhoff | 494    |
| 6    | Nicole Good           | 454    |
| 7    | Doriane Escané        | 450    |
| 8    | Stefanie Grob         | 436    |
| 9    | Emilia Mondinelli     | 424    |
| 10   | Lara Della Mea        | 419    |

### Abfahrt
| Rang | Athlet           | Punkte |
| ---- | ---------------- | ------ |
| 1    | Livio Hiltbrand  | 352    |
| 2    | Lars Rösti       | 340    |
| 3    | Stefan Rieser    | 318    |
| 4    | Manuel Traninger | 312    |
| 5    | Vincent Wieser   | 282    |

| Rang | Athletin        | Punkte |
| ---- | --------------- | ------ |
| 1    | Emily Schöpf    | 452    |
| 2    | Sara Thaler     | 368    |
| 3    | Karen Clément   | 264    |
| 4    | Magdalena Egger | 255    |
| 5    | Lisa Grill      | 200    |

### Super-G
| Rang | Athlet            | Punkte |
| ---- | ----------------- | ------ |
| 1    | Florian Loriot    | 416    |
| 2    | Giovanni Franzoni | 310    |
| 3    | Manuel Traninger  | 276    |
| 4    | Stefan Eichberger | 269    |
| 5    | Emanuele Buzzi    | 268    |

| Rang | Athletin        | Punkte |
| ---- | --------------- | ------ |
| 1    | Janine Schmitt  | 270    |
| 2    | Magdalena Egger | 234    |
| 3    | Vicky Bernardi  | 218    |
| 4    | Malorie Blanc   | 216    |
| 5    | Tifany Roux     | 193    |

### Riesenslalom
| Rang | Athlet               | Punkte |
| ---- | -------------------- | ------ |
| 1    | Jonas Stockinger     | 370    |
| 2    | Jesper Wahlqvist     | 339    |
| 3    | Diego Orecchioni     | 327    |
| 4    | Simon Talacci        | 321    |
| 5    | Noel Zwischenbrugger | 299    |

| Rang | Athletin           | Punkte |
| ---- | ------------------ | ------ |
| 1    | Ilaria Ghisalberti | 330    |
| 2    | Stefanie Grob      | 322    |
| 3    | Lara Della Mea     | 287    |
| 4    | Marte Monsen       | 275    |
| 5    | Nina Astner        | 262    |

### Slalom
| Rang | Athlet               | Punkte |
| ---- | -------------------- | ------ |
| 1    | Theodor Brækken      | 559    |
| 2    | Fabian Ax Swartz     | 435    |
| 3    | Eduard Hallberg      | 336    |
| 4    | Eirik Hystad Solberg | 334    |
| 5    | Tanguy Nef           | 330    |

| Rang | Athletin              | Punkte |
| ---- | --------------------- | ------ |
| 1    | Bianca Bakke Westhoff | 456    |
| 2    | Nicole Good           | 444    |
| 3    | Emilia Mondinelli     | 415    |
| 4    | Marion Chevrier       | 301    |
| 5    | Moa Boström Müssener  | 285    |

## Podestplatzierungen Herren

### Abfahrt
| Datum      | Ort                        | 1. Platz                                                        | 2. Platz                                                        | 3. Platz                                                        |
| ---------- | -------------------------- | --------------------------------------------------------------- | --------------------------------------------------------------- | --------------------------------------------------------------- |
| 13.12.2023 | Santa Caterina (ITA)       | Rennen abgesagt, Ersatzrennen am 15. Dezember in Santa Caterina | Rennen abgesagt, Ersatzrennen am 15. Dezember in Santa Caterina | Rennen abgesagt, Ersatzrennen am 15. Dezember in Santa Caterina |
| 14.12.2023 | Santa Caterina (ITA)       | Vincent Wieser                                                  | Manuel Traninger                                                | Livio Hiltbrand                                                 |
| 15.12.2023 | Santa Caterina (ITA)       | Stefan Rieser                                                   | Vincent Wieser                                                  | Livio Hiltbrand                                                 |
| 11.01.2024 | Saalbach-Hinterglemm (AUT) | Rennen abgesagt                                                 | Rennen abgesagt                                                 | Rennen abgesagt                                                 |
| 12.01.2024 | Saalbach-Hinterglemm (AUT) | Rennen abgesagt                                                 | Rennen abgesagt                                                 | Rennen abgesagt                                                 |
| 24.01.2024 | Tarvisio (ITA)             | Rennen auf den 26. Januar verschoben                            | Rennen auf den 26. Januar verschoben                            | Rennen auf den 26. Januar verschoben                            |
| 25.01.2024 | Tarvisio (ITA)             | Lars Rösti                                                      | Luis Vogt                                                       | Marco Pfiffner                                                  |
| 26.01.2024 | Tarvisio (ITA)             | Nicolò Molteni                                                  | Lars Rösti                                                      | Adrien Fresquet                                                 |
| 05.03.2024 | Verbier (SUI)              | Manuel Traninger                                                | Christoph Krenn                                                 | Stefan Rieser                                                   |
| 07.03.2024 | Verbier (SUI)              | Lars Rösti                                                      | Manuel Traninger                                                | Christoph Krenn                                                 |
| 21.03.2023 | Kvitfjell (NOR)            | Livio Hiltbrand                                                 | Nicolò Molteni                                                  | Marco Pfiffner                                                  |

### Super-G
| Datum      | Ort                        | 1. Platz                                                            | 2. Platz                                                            | 3. Platz                                                            |
| ---------- | -------------------------- | ------------------------------------------------------------------- | ------------------------------------------------------------------- | ------------------------------------------------------------------- |
| 08.12.2023 | Zinal (SUI)                | Rennen abgesagt, Ersatzrennen am 8. März in Verbier                 | Rennen abgesagt, Ersatzrennen am 8. März in Verbier                 | Rennen abgesagt, Ersatzrennen am 8. März in Verbier                 |
| 15.12.2023 | Santa Caterina (ITA)       | Rennen abgesagt, Ersatzrennen am 10. Januar in Saalbach-Hinterglemm | Rennen abgesagt, Ersatzrennen am 10. Januar in Saalbach-Hinterglemm | Rennen abgesagt, Ersatzrennen am 10. Januar in Saalbach-Hinterglemm |
| 09.01.2024 | Saalbach-Hinterglemm (AUT) | Rennen auf den 11. Januar verschoben                                | Rennen auf den 11. Januar verschoben                                | Rennen auf den 11. Januar verschoben                                |
| 10.01.2024 | Saalbach-Hinterglemm (AUT) | Florian Loriot                                                      | Adrien Fresquet                                                     | Giovanni Borsotti                                                   |
| 11.01.2024 | Saalbach-Hinterglemm (AUT) | Felix Hacker                                                        | Rémi Cuche                                                          | Florian Loriot                                                      |
| 22.01.2024 | Tarvisio (ITA)             | Vincent Wieser                                                      | Stefan Eichberger                                                   | Christoph Krenn                                                     |
| 26.01.2024 | Tarvisio (ITA)             | Rennen auf den 22. Januar verschoben                                | Rennen auf den 22. Januar verschoben                                | Rennen auf den 22. Januar verschoben                                |
| 16.02.2024 | Bjelašnica (BIH)           | Rennen abgesagt, Ersatzrennen am 21. Februar in Sella Nevea         | Rennen abgesagt, Ersatzrennen am 21. Februar in Sella Nevea         | Rennen abgesagt, Ersatzrennen am 21. Februar in Sella Nevea         |
| 17.02.2024 | Bjelašnica (BIH)           | Rennen abgesagt, Ersatzrennen am 22. Februar in Sella Nevea         | Rennen abgesagt, Ersatzrennen am 22. Februar in Sella Nevea         | Rennen abgesagt, Ersatzrennen am 22. Februar in Sella Nevea         |
| 21.02.2024 | Sella Nevea (ITA)          | Florian Loriot                                                      | Giovanni Franzoni                                                   | Christoph Krenn                                                     |
| 22.02.2024 | Sella Nevea (ITA)          | Florian Loriot                                                      | Giovanni Franzoni                                                   | Christoph Krenn                                                     |
| 29.02.2024 | Stoos (SUI)                | Rennen abgesagt                                                     | Rennen abgesagt                                                     | Rennen abgesagt                                                     |
| 01.03.2024 | Stoos (SUI)                | Rennen abgesagt                                                     | Rennen abgesagt                                                     | Rennen abgesagt                                                     |
| 08.03.2024 | Verbier (SUI)              | Arnaud Boisset                                                      | Emanuele Buzzi                                                      | Stefan Eichberger                                                   |
| 22.03.2024 | Kvitfjell (NOR)            | Jacob Schramm Nicolò Molteni                                        |                                                                     | Giovanni Franzoni                                                   |

### Riesenslalom
| Datum      | Ort              | 1. Platz                                                   | 2. Platz                                                   | 3. Platz                                                   |
| ---------- | ---------------- | ---------------------------------------------------------- | ---------------------------------------------------------- | ---------------------------------------------------------- |
| 07.12.2023 | Zinal (SUI)      | Léo Anguenot                                               | Fabian Gratz                                               | Livio Simonet                                              |
| 18.12.2023 | Valloire (FRA)   | Christian Borgnaes                                         | Simon Talacci                                              | Joshua Sturm                                               |
| 19.12.2023 | Valloire (FRA)   | Léo Anguenot                                               | Christian Borgnaes                                         | Flavio Vitale                                              |
| 17.01.2024 | Val-Cenis (FRA)  | Fabian Gratz                                               | Livio Simonet                                              | Simon Talacci                                              |
| 18.01.2024 | Val-Cenis (FRA)  | Rennen abgesagt                                            | Rennen abgesagt                                            | Rennen abgesagt                                            |
| 12.02.2023 | Maribor (SLO)    | Rennen abgesagt, Ersatzrennen am 26. Februar am Pass Thurn | Rennen abgesagt, Ersatzrennen am 26. Februar am Pass Thurn | Rennen abgesagt, Ersatzrennen am 26. Februar am Pass Thurn |
| 13.02.2023 | Maribor (SLO)    | Rennen abgesagt, Ersatzrennen am 27. Februar am Pass Thurn | Rennen abgesagt, Ersatzrennen am 27. Februar am Pass Thurn | Rennen abgesagt, Ersatzrennen am 27. Februar am Pass Thurn |
| 26.02.2023 | Pass Thurn (AUT) | Noel Zwischenbrugger                                       | Flavio Vitale                                              | Hans Grahl-Madsen                                          |
| 27.02.2023 | Pass Thurn (AUT) | Jesper Wahlqvist                                           | Jonas Stockinger                                           | Noel Zwischenbrugger                                       |
| 13.03.2024 | Trysil (NOR)     | Jesper Wahlqvist                                           | Stefan Luitz                                               | Fredrik Møller                                             |
| 14.03.2024 | Trysil (NOR)     | Diego Orecchioni                                           | Hannes Zingerle                                            | Jonas Stockinger                                           |
| 18.03.2024 | Hafjell (NOR)    | Diego Orecchioni                                           | Jesper Wahlqvist                                           | Marco Fischbacher                                          |

### Slalom
| Datum      | Ort                 | 1. Platz             | 2. Platz          | 3. Platz             |
| ---------- | ------------------- | -------------------- | ----------------- | -------------------- |
| 17.12.2023 | Val di Fassa (ITA)  | Steven Amiez         | Linus Straßer     | Fabian Ax Swartz     |
| 19.12.2023 | Obereggen (ITA)     | Reto Schmidiger      | Matthias Iten     | Eirik Hystad Solberg |
| 13.01.2024 | Berchtesgaden (GER) | Eirik Hystad Solberg | Emil Pettersson   | Reto Schmidiger      |
| 14.01.2024 | Berchtesgaden (GER) | Fadri Janutin        | Theodor Brækken   | Noel von Grünigen    |
| 05.02.2024 | Gstaad (SUI)        | Fabian Ax Swartz     | Theodor Brækken   | Matthias Iten        |
| 06.02.2024 | Gstaad (SUI)        | Theodor Brækken      | Tanguy Nef        | Fabian Ax Swartz     |
| 10.03.2024 | Kläppen (SWE)       | Eduard Hallberg      | Tanguy Nef        | Fabian Ax Swartz     |
| 11.03.2024 | Kläppen (SWE)       | Theodor Brækken      | Noel von Grünigen | Joaquim Salarich     |
| 17.03.2024 | Hafjell (NOR)       | Eduard Hallberg      | Theodor Brækken   | Fabian Ax Swartz     |

## Podestplatzierungen Damen

### Abfahrt
| Datum      | Ort                        | 1. Platz            | 2. Platz        | 3. Platz        |
| ---------- | -------------------------- | ------------------- | --------------- | --------------- |
| 20.12.2023 | Passo San Pellegrino (ITA) | Lisa Grill          | Emily Schöpf    | Nicol Delago    |
| 21.12.2023 | Passo San Pellegrino (ITA) | Lisa Grill          | Emily Schöpf    | Sara Thaler     |
| 17.01.2024 | St. Anton am Arlberg (AUT) | Rennen abgesagt     | Rennen abgesagt | Rennen abgesagt |
| 18.01.2024 | St. Anton am Arlberg (AUT) | Rennen abgesagt     | Rennen abgesagt | Rennen abgesagt |
| 23.01.2024 | Orcières (FRA)             | Emily Schöpf        | Sara Thaler     | Nadine Kapfer   |
| 24.01.2024 | Orcières (FRA)             | Emily Schöpf        | Sara Thaler     | Garance Meyer   |
| 10.02.2024 | Crans-Montana (SUI)        | Rennen abgesagt     | Rennen abgesagt | Rennen abgesagt |
| 11.02.2024 | Crans-Montana (SUI)        | Elvedina Muzaferija | Tricia Mangan   | Delia Durrer    |
| 21.03.2024 | Kvitfjell (NOR)            | Nadia Delago        | Magdalena Egger | Sara Thaler     |

### Super-G
| Datum      | Ort                        | 1. Platz           | 2. Platz        | 3. Platz           |
| ---------- | -------------------------- | ------------------ | --------------- | ------------------ |
| 12.12.2023 | St. Moritz (SUI)           | Lisa Grill         | Valérie Grenier | Tricia Mangan      |
| 13.12.2023 | St. Moritz (SUI)           | Rennen abgesagt    | Rennen abgesagt | Rennen abgesagt    |
| 22.12.2023 | Passo San Pellegrino (ITA) | Rennen abgesagt    | Rennen abgesagt | Rennen abgesagt    |
| 25.01.2024 | Orcières (FRA)             | Vicky Bernardi     | Janine Schmitt  | Malorie Blanc      |
| 05.02.2024 | La Thuile (ITA)            | Teresa Runggaldier | Malorie Blanc   | Jasmina Suter      |
| 06.02.2024 | La Thuile (ITA)            | Karen Clément      | Tricia Mangan   | Malorie Blanc      |
| 29.02.2024 | Sarntal (ITA)              | Asja Zenere        | Magdalena Egger | Isabella Pedrrazzi |
| 01.03.2024 | Sarntal (ITA)              | Rennen abgesagt    | Rennen abgesagt | Rennen abgesagt    |
| 22.03.2024 | Kvitfjell (NOR)            | Tifany Roux        | Magdalena Egger | Nadia Delago       |

### Riesenslalom
| Datum      | Ort             | 1. Platz                                        | 2. Platz                                        | 3. Platz                                        |
| ---------- | --------------- | ----------------------------------------------- | ----------------------------------------------- | ----------------------------------------------- |
| 05.12.2023 | Zinal (SUI)     | Rennen abgebrochen                              | Rennen abgebrochen                              | Rennen abgebrochen                              |
| 06.12.2023 | Zinal (SUI)     | Nina Astner                                     | Stefanie Grob                                   | Janine Schmitt                                  |
| 09.12.2023 | Mayrhofen (AUT) | Liv Ceder                                       | Lara Della Mea                                  | Marie Lamure                                    |
| 08.01.2024 | Sestriere (ITA) | Doriane Escané                                  | Stefanie Grob                                   | Nina Astner                                     |
| 09.01.2024 | Sestriere (ITA) | Doriane Escané                                  | Nina Astner                                     | Lara Della Mea                                  |
| 24.02.2024 | Oberjoch (GER)  | Rennen abgesagt                                 | Rennen abgesagt                                 | Rennen abgesagt                                 |
| 25.02.2024 | Oberjoch (GER)  | Rennen abgesagt                                 | Rennen abgesagt                                 | Rennen abgesagt                                 |
| 10.03.2024 | Trysil (NOR)    | Rennen abgesagt, Ersatzrennen am 10. März in Ål | Rennen abgesagt, Ersatzrennen am 10. März in Ål | Rennen abgesagt, Ersatzrennen am 10. März in Ål |
| 11.03.2024 | Trysil (NOR)    | Rennen abgesagt, Ersatzrennen am 11. März in Ål | Rennen abgesagt, Ersatzrennen am 11. März in Ål | Rennen abgesagt, Ersatzrennen am 11. März in Ål |
| 10.03.2024 | Ål (NOR)        | Ilaria Ghisalberti                              | June Brand                                      | Marte Monsen                                    |
| 11.03.2024 | Ål (NOR)        | Karen Clément                                   | Charlotte Lingg                                 | Fabiana Dorigo                                  |
| 17.03.2024 | Hafjell (NOR)   | Marte Monsen                                    | Lara Della Mea                                  | Ilaria Ghisalberti                              |

### Slalom
| Datum      | Ort               | 1. Platz                                               | 2. Platz                                               | 3. Platz                                               |
| ---------- | ----------------- | ------------------------------------------------------ | ------------------------------------------------------ | ------------------------------------------------------ |
| 10.12.2023 | Mayrhofen (AUT)   | Lara Della Mea                                         | Martina Peterlini                                      | Nicole Good                                            |
| 15.12.2023 | Ahrntal (ITA)     | Nicole Good                                            | Lisa Hörhager                                          | Doriane Escané                                         |
| 16.12.2023 | Ahrntal (ITA)     | Doriane Escané                                         | Nicole Good                                            | Marion Chevrier                                        |
| 12.01.2024 | Zell am See (AUT) | Dženifera Ģērmane                                      | Bianca Bakke Westhoff                                  | Charlie Guest                                          |
| 13.01.2024 | Zell am See (AUT) | Dženifera Ģērmane                                      | Bianca Bakke Westhoff                                  | Clarisse Brèche                                        |
| 21.02.2024 | Malbun (LIE)      | Leona Popović                                          | Charlie Guest                                          | Emilia Mondinelli                                      |
| 22.02.2024 | Malbun (LIE)      | Hanna Aronsson Elfman                                  | Nicole Good                                            | Moa Boström Müssener                                   |
| 13.03.2024 | Kläppen (SWE)     | Rennen abgesagt, Ersatzrennen am 13. März in Norefjell | Rennen abgesagt, Ersatzrennen am 13. März in Norefjell | Rennen abgesagt, Ersatzrennen am 13. März in Norefjell |
| 14.03.2024 | Kläppen (SWE)     | Rennen abgesagt, Ersatzrennen am 13. März in Norefjell | Rennen abgesagt, Ersatzrennen am 13. März in Norefjell | Rennen abgesagt, Ersatzrennen am 13. März in Norefjell |
| 13.03.2024 | Norefjell (NOR)   | Hanna Aronsson Elfman                                  | Bianca Bakke Westhoff                                  | Marie Lamure                                           |
| 14.03.2024 | Norefjell (NOR)   | Emilia Mondinelli                                      | Elena Stoffel                                          | Cornelia Öhlund                                        |
| 16.03.2024 | Hafjell (NOR)     | Elena Stoffel                                          | Bianca Bakke Westhoff                                  | Kristin Lysdahl                                        |